# Franz Kline
Franz Kline, född den 23 maj 1910, död den 13 maj 1962, var en amerikansk målare.
Kline utbildade sig i Boston och London och var bosatt i New York, där han också undervisade. Efter att först ha arbetat i ett figurativt formspråk visade han på sin första separatutställning år 1950 upp rent abstrakta arbeten, ofta med en central svart figur mot vit bakgrund. Han ägnade sig åt linjer och strukturer, och hans arbeten förknippas ofta med orientalisk kalligrafi.
Kline var en av de främsta abstrakt-expressionistiska målarna, de så kallade "action painters", som betraktade själva målarprocessen som det viktigaste. Den fysiska kontakten mellan konstnären och materialet skulle utlösa och ge uttryck för känsla och tanke. Bildens uttryck blev viktigare än formella problem.